# Новий Дунінув
Новий Дунінув (пол. Nowy Duninów) — село в Польщі, у гміні Новий Дунінув Плоцького повіту Мазовецького воєводства.
Населення — 1094 особи (2011).
У 1975-1998 роках село належало до Плоцького воєводства.

## Демографія
Демографічна структура станом на 31 березня 2011 року:
|          | Загалом | Допрацездатний вік | Працездатний вік | Постпрацездатний вік |
| -------- | ------- | ------------------ | ---------------- | -------------------- |
| Чоловіки | 541     | 117                | 385              | 39                   |
| Жінки    | 553     | 108                | 334              | 111                  |
| Разом    | 1094    | 225                | 719              | 150                  |